# Wehrertüchtigungslager

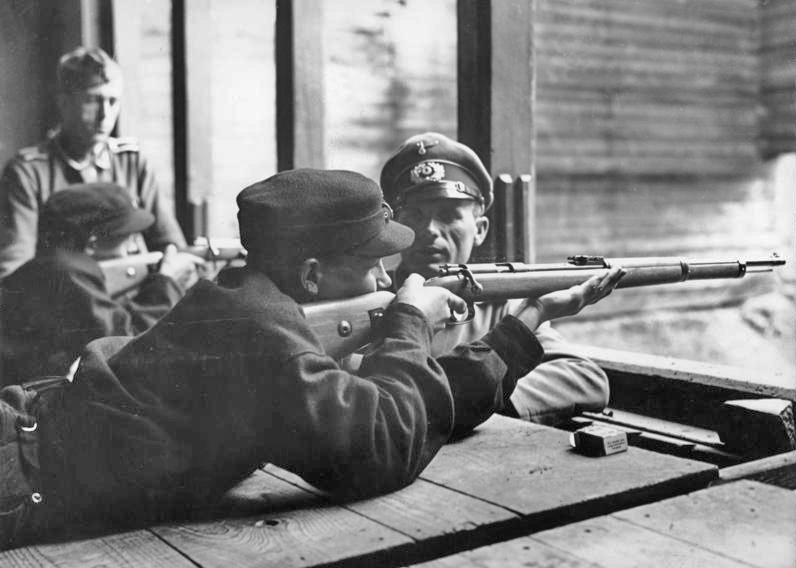
HJ beim Schießunterricht bei einem WE-Lager

Wehrertüchtigungslager (kurz WE-Lager), auch Reichsausbildungslager, waren Einrichtungen der Hitlerjugend (HJ) zur vormilitärischen Ausbildung und Indoktrination während des Zweiten Weltkrieges.

## Allgemeines
Innerhalb der Reichsjugendführung der Hitlerjugend gab es ein Amt für körperliche Ertüchtigung. Dieses veranstaltete seit 1939 in Lagern zur Wehrertüchtigung mehrwöchige Lehrgänge, in denen Jugendliche für den Kriegseinsatz „vormilitärisch“ vorbereitet werden sollten.
In einem Erlass vom 27. Mai 1942 hat der Jugendführer des Deutschen Reiches für die Wehrertüchtigungslager die Jugenddienstpflicht für anwendbar erklärt.
Während zu Beginn des Krieges hauptsächlich HJ-Führer die Ausbildung leiteten, unterrichteten später zunehmend fronterfahrene nicht mehr kriegsdienstfähige Soldaten der Wehrmacht bzw. Angehörige der Waffen-SS. Neben sportlichen Wettkämpfen und körperlichem Training wurden militärische Fähigkeiten wie Tarnung und der Umgang mit Waffen vermittelt. Im Rahmen der politisch-weltanschaulichen Indoktrination wurden die Jungen mit Themen wie Unsere Feinde, Das Judentum, Unsere Weltanschauung und Der Rassengedanke zu Nationalismus, Antisemitismus und Militarismus aufgestachelt.
Zu den Lagern wurde von der Reichsjugendführung und dem Erziehungsministerium amtlich einberufen. Sie dienten auch dazu, die Zeit bis zur Einberufung zur Wehrmacht zu überbrücken. Die Wehrpflicht begann nach dem Wehrgesetz mit Vollendung des 18. Lebensjahres. 
Die Wehrertüchtigungslager dienten der Waffen-SS als Rekrutierungsstätten. In einem Beitrag des Deutschen Historischen Museums beschrieb ein ehemaliger Hitlerjunge, wie er von der HJ über ein Wehrertüchtigungslager an die Front kam. Dort heißt es:
„[...] als wir ankamen, hieß es beim Antreten z. B. ‚Kriegsfreiwillige, rechts raus!‘ Der Haufen, der sich nicht freiwillig meldete, war […] immer sehr klein. Diese wurden mittags früher zum Exerzieren vom Tisch geholt. Auch nachts holte man sie oft aus den Betten. Da war es bald für die meisten vorbei mit ‚Verweigern‘. Auch beim Antreten mussten sie oft nach vorne treten und wurden als Muttersöhnchen usw. lächerlich gemacht.“
In einer weiteren Quelle heißt es:
„Die Wehrertüchtigungslager waren Einrichtungen zur Vorbereitung auf den Militärdienst. In Gelände- und Schießübungen sowie Vorträgen wurden Jugendliche im Alter von 16 bis 17 Jahren für den Fronteinsatz geschult. Die Einberufung in die Lager erfolgte schriftlich, man war zur Teilnahme verpflichtet.“
In vielen Erinnerungen berichten die damals jugendlichen Teilnehmer an diesen meist klassenweise durchgeführten und verpflichtenden Kursen von militärischem Drill, verbunden mit unangemessener Schikane durch die Ausbilder.

## Standorte einiger Wehrertüchtigungslager
Die Datumsangaben beziehen sich lediglich auf den durch Quellen belegten Zeitraum. Der tatsächliche Zeitraum ist vermutlich länger:
- Guhrau (Breslau), September 1942
- Hundstadt, Juni 1943, Leitung: Lagerführer Klaus von Thierfeldt[6]
- Reichelsheim (Odenwald), April 1944[6]
- St. Peter (Hochschwarzwald), November 1944 bis März 1945[7]
- Sulzburg, Ostern 1945[8]
- Wurzach, März 1945[5]
- Bernburg (RAL 1. – Reichsausbildungslager) April 1942
- Reichsausbildungslager III in Germeter, einem Ortsteil von Vossenack in der Eifel[9]